# التواجد الدولي المؤقت في الخليل

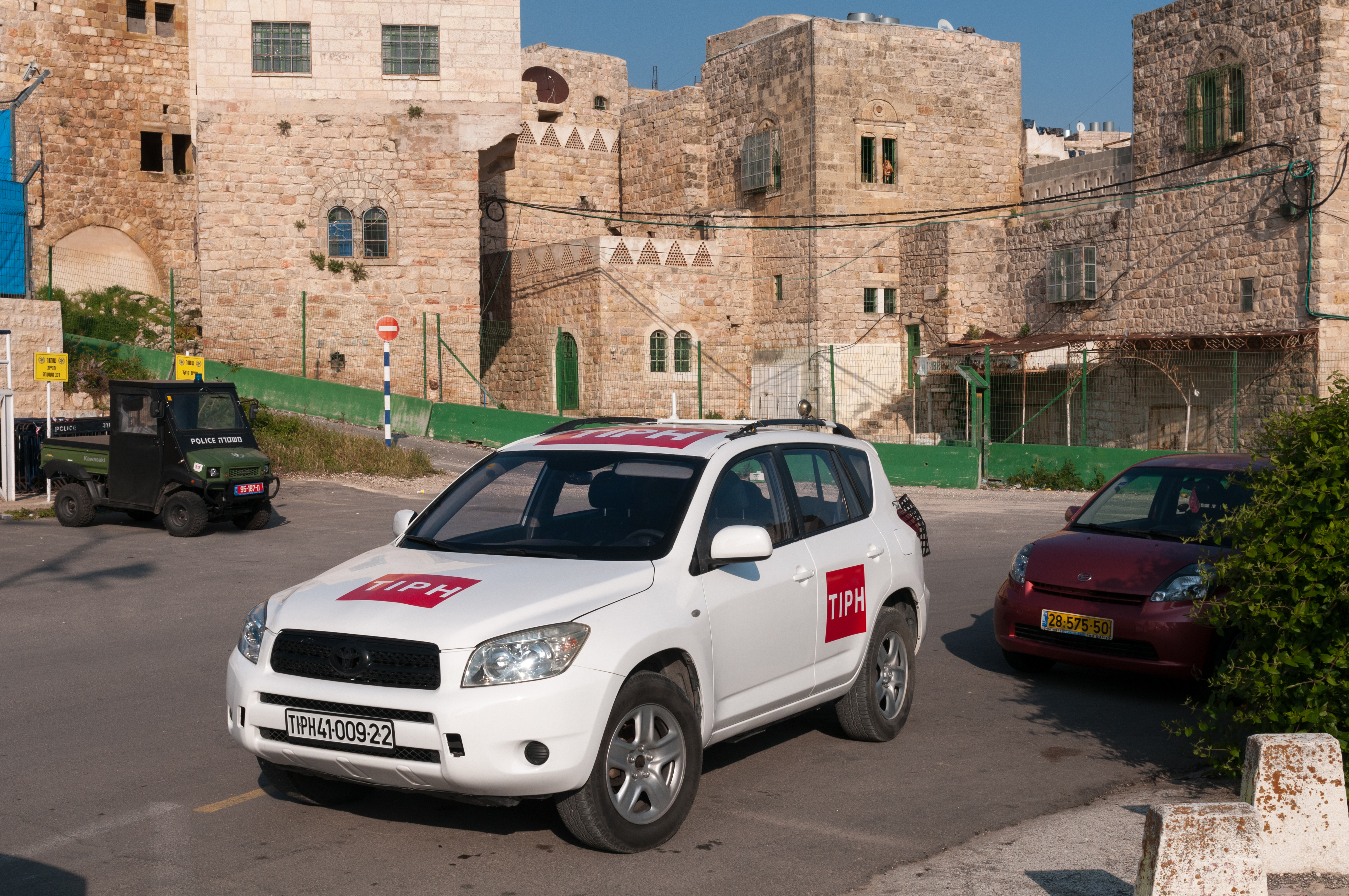
سيارة تابعة للتواجد الدولي المؤقت

التواجد الدولي المؤقت في الخليل (بالإنجليزية: The Temporary International Presence in the city of Hebron)‏ هي بعثة مراقبة مدنية بالخليل بعثت بعد مجزرة الحرم الإبراهيمي سنة 1994 وكانت أول مهمة للبعثة قد بدأت في 8 ماي 1994. تتكون البعثة من مراقبين قادمين من الدانمارك وإيطاليا والنرويج والسويد وسويسرا وتركيا.

## المهام
تتمثل مهمة التواجد الدولي المؤقت في الخليل في مراقبة وتدوين الحوداث التي يرتكبها كلا من الطرف الفلسطيني والإسرائيلي.

## أحداث
- خلال أزمة الرسوم الكاريكاتورية غادر الأعضاء الدنماركيون المدينة وأوقفوا مهماتهم مؤقتا. في 24 أفريل 2006 استرجعت المنظمة نشاطها المعتاد.
- في مارس 2007 جرح أحد المراقبين السويدون في رأسه بسبب حجرة ألقاها مستوطن إسرائيلي.

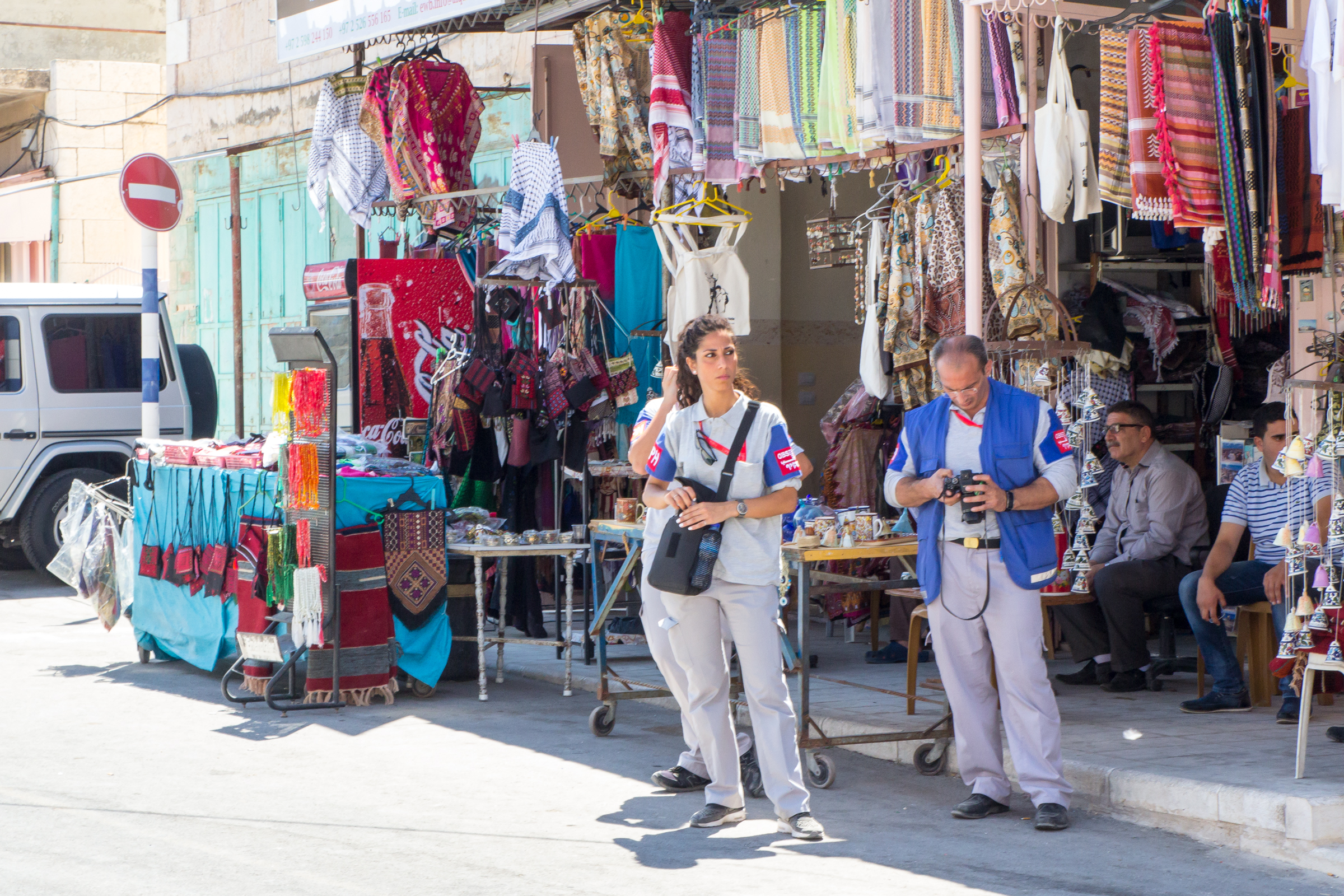
مراقبو التواجد الدولي المؤقت في الخليل، أغسطس 2015

## إنهاء البعثة
في 28 يناير 2019، صرح رئيس الوزراء الإسرائيلي بنيامين نتنياهو عبر تغريدة له في موقع تويتر، بأنه قرر عدم تمديد ولاية البعثة الدولية. وبرر قراره بالقول إن إسرائيل «لن تسمح باستمرار وجود قوة دولية تعمل ضدنا».

### ردود الفعل
- دولة فلسطين، أدانت وزارة الخارجية والمغتربين الفلسطينية، وقف عمل القوة الدولية، وقالت إن الإجراء الإسرائيلي المرتقب يستهدف إخفاء جرائم الاحتلال الإسرائيلي ومستوطنيه.[6][7]

- النرويج، قالت وزيرة الخارجية النرويجية إينه إريكسن سوريدي: إن قرار إسرائيل طرد المراقبين من مدينة الخليل ربما ينتهك تطبيق اتفاقات أوسلو.[8]